# Ото Ернст Ремер
Ото Ернст Ремер (р. на 18 август 1912 г. в Нойбранденбург – † 4 октомври 1997 г. в околностите на Марбела, Испания) е германски офицер от Вермахта, който след края на Втората световна война е известен като десен екстремист и отрицател на Холокоста.
По време на Втората световна война стига до чин генерал-майор. След края на войната принадлежи на групата на т.нар. историци-ревизионисти, който отричат наличието на Холокоста. Ремер е съосновател на Социалистическата имперска партия. Ремер квалифицира участниците в опита за покушение на Хитлер като „предатели на родината“, което става причина да бъде осъден на 3-месечен затвор. Избягва изпълнението на присъдата си и избягва в чужбина.
След това е военен съветник за дълги години на египетския президент Насър. През 1983 г. основава Германско движение за свобода, чийто председател е до 1989 г. Поради това, че испанското законодателство не познава закони срещу оспорването на Холокоста, той е невъзможно да бъде върнат на германските власти.

## Втора световна война
Роден е през 1912 г. Посещава военна академия и е назначен за офицер през 1932 г. на 20-годишна възраст. Участва в нашествието в Полша през 1939 г., Балканската кампания и операция Барбароса, нахлуването в Съветския съюз. До април 1942 г. той е командир на батальон. През февруари 1943 г. той командва батальон в дивизията Großdeutschland (GD), след като пехотният полк GD е реформиран. Неговите войски покриват оттеглянето на танковия корпус Вафен-СС по време на Третата битка за Харков. Той е награден с Рицарски кръст за службата си като командир на батальон, а през ноември 1943 г. е награден с дъбовите листа на Рицарския кръст, който лично му дава Адолф Хитлер.

## Опит за преврат от 20 юли 1944 г.
През март 1944 г. Ремер е назначен за командир на пехотния полк Großdeutschland. На 20 юли 1944 г. във „Вълчата бърлога“ на Адолф Хитлер избухва бомба. Ото Ернст Ремер за пръв път чува за това от членове на нацистката партия и чака официалната дума за съдбата на Хитлер. Ремер и неговите части успешно спират заговора от 20 юли, за контрола над германското правителство, след опита за убийство на Хитлер.
Вечерта на 20 юли, Клаус фон Щауфенберг нарежда на Ремер да арестува няколко нацистки официални лица, като твърди, че са част от преврата. След му е заповядано да арестува министъра на пропагандата Йозеф Гьобелс, Ремер отива в кабинета на Гьобелс, за да го направи. Гьобелс обаче настоява, че Хитлер все още е жив. Когато Ремер иска доказателство, Гьобелс вдига телефона и иска да го свържат с Хитлер. Хитлер дава на Ремер заповеди да смаже заговорниците с войските си. Ремер осъзнава, че той и хората му приемат заповеди от бунтовниците. Ремер и войските му отиват в Берлинския военен щаб и арестуват пучистите, включително и Щауфенберг. Фридрих Фром изпълнява екзекуциите на заговорниците. Ремер неуспешно се опитва да разубеди Фром, откакто е посъветван да ги пази живи, но Фром отказва да го послуша. Същата вечер, Ремер е повишен в полковник.
През останалата част от войната, Ремер служи в Führerbegleitbrigade (FBB), полева единица, формирана от кадър на Grossdeutschland, в Източна Прусия и по време на Орденската офанзива. Той е задържан от американските сили и остава затворник до 1947 г.

## Неонацистка дейност
Социалистическата имперска партия на Ремер, която той основава през 1950 г., е забранена през 1952 г., след като събира около 360 000 поддръжници в Долна Саксония и Шлезвиг-Холщайн и спечелва 16 места в държавния парламент. Партията също печели 8 места в парламента на град Бремен. Тя е финансирана от Съветския съюз и работи с Комунистическата партия на Германия. Основните точки на партията включват отричане на Холокоста, където се обвинява САЩ, че поставят фалшиви газови камери и правят филми за концентрационни лагери, политиката на партията е за прекратяване на германския статут на марионетна държава на САЩ.
След като партията е забранена, Ремер се изправя срещу германското правителство като наследник на нацистите. Той е скрит в хижата на графиня Фабер-Кастел, ранен поддръжник на партията, преди да избяга в Египет. Там, той служи като съветник на Гамал Абдел Насър и работи с други избягали германци, които подпомагат арабските държави в развитието на оръжията. През 1956 г. Ремер започва търговия с Дамаск, като продължава разпространението на оръжия. Алжирският националноосвободителен фронт е един от основните му купувачи.

## Наказателно осъждане и изгнание
Ремер се завръща в Германия през 1980-те години, създавайки Германското движение за свобода, което защитава обединена германска държава и експулсирането на НАТО. Това е организация на 23 нелегални нацистки организации и позволява на Ремер да създаде ново поколение последователи.
От 1991 г. до 1994 г., Ремер издава собствена публикация, Remer-Depesche. Ремер е осъден на 22 месеца лишаване от свобода през октомври 1992 г. за писане и публикуване на редица статии, за които се твърди, че подбуждат към „расова омраза“, като поставят под съмнение Холокоста. Жалбата му за предполагаеми нарушения на справедливостта на процеса и свободата на словото е единодушно отхвърлена от Европейската комисия по правата на човека.
През февруари 1994 г., Ремер отива в изгнание в Испания в усилие да избегне лишаването от свобода за спорните си публични изявления за Холокоста. Ремер е запален поддръжник на проучванията на ключови личности в отричането на Холокоста, като Фред Леухтер и Гермарма Рудолф. Върховният съд на Испания се произнася срещу обжалването на германското правителство за екстрадиране на Ремер, като заявява, че не е извършил престъпление по испанския закон. Той остава издирван от Германия до смъртта му през 1997 г. в Испания на 85 години.